# Скільський Ігор Васильович
Скільський Ігор Васильович (13 вересня 1966, с. Стебнів) — український зоолог, еколог, фахівець з орнітології та охорони природи, кандидат біологічних наук, займається вивченням тваринного світу Карпатського регіону України.
Завідувач науково-дослідного експозиційного відділу природи краю Чернівецького обласного краєзнавчого музею, молодший науковий співробітник Національного природного парку «Хотинський».
Автор понад 1000 наукових праць з зоології та охорони природи Карпатського регіону України.
Член редколегій кількох наукових видань, упорядник багатьох збірок наукових праць та регіональних червоних книг областей Західної України.

## Життєпис

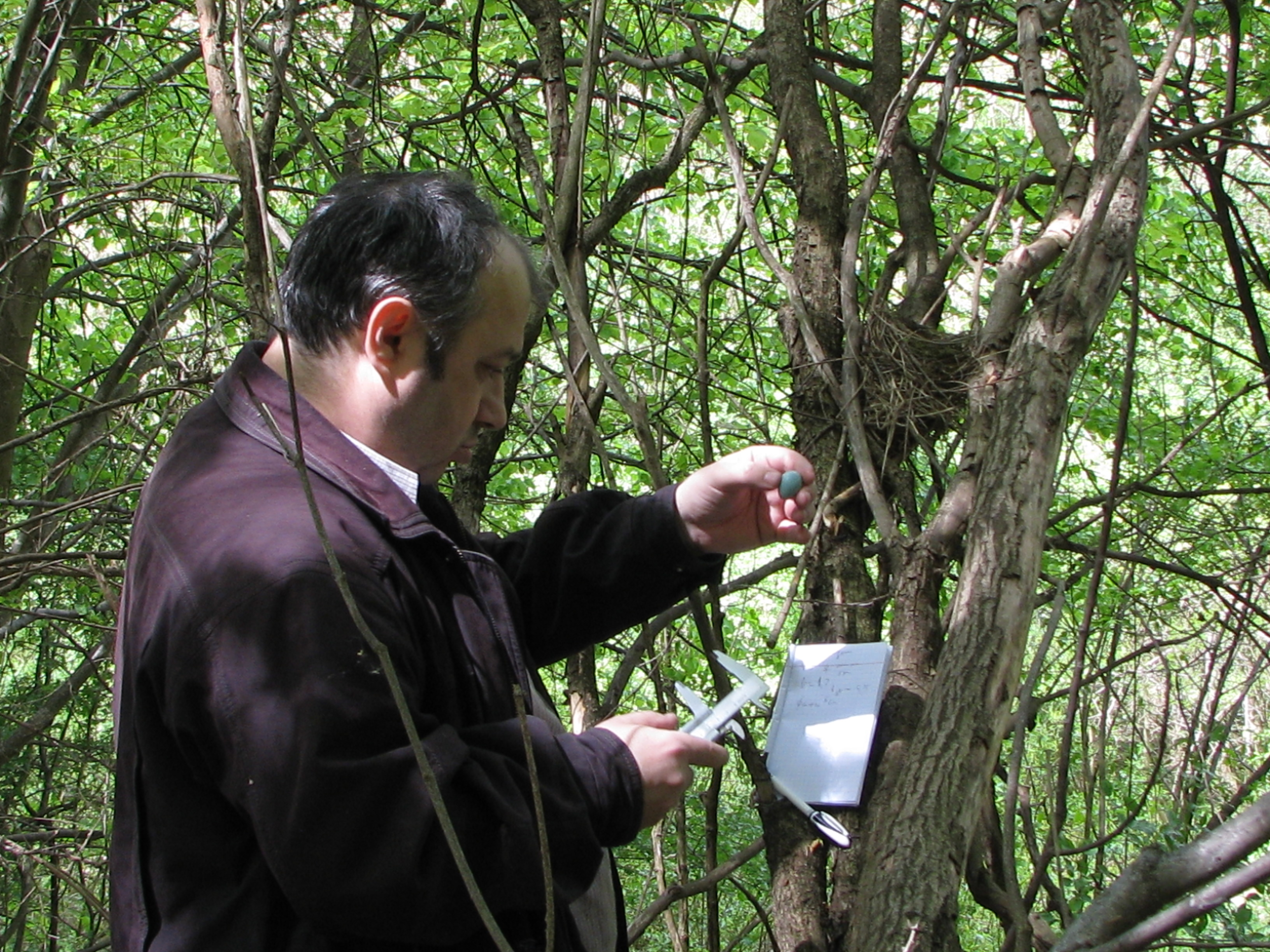
Фото — Смірнов Назар Анатолійович

Народився 13 вересня 1966 року в с. Стебнів Верховинського району Івано-Франківської області.
У 1973 році розпочав навчання в першому класі Трацької восьмирічної (згодом середньої) школи (Косівський район, Івано-Франківська область), яку на відмінно (без медалі) закінчив у 1983 році і був зарахований студентом першого курсу (стаціонарна форма навчання) біологічного факультету Чернівецького державного (згодом національного) університету імені Юрія Федьковича.
Впродовж 1985—1987 років служив в армії.
У 1987 році був відновлений на навчання в ЧДУ, який закінчив у 1990 році (кафедра зоології і фізіології, спеціальність «Біологія», кваліфікація «Біолог. Викладач біології і хімії»).
Член Чернівецької обласної організації Українського товариства охорони природи.

## Наукова діяльність
З 1989 року (спочатку за сумісництвом) працює у відділі природи Чернівецького обласного краєзнавчого музею. У 1989—1991 роках — молодший науковий співробітник, у 1991—1992 роках — науковий співробітник, у 1992—1994 роках — старший науковий співробітник і з 1994 року по даний час — завідувач науково-дослідного експозиційного відділу природи. Із 2015 року по даний час також працює (за сумісництвом) у Національному природному парку «Хотинський» (спочатку старшим, а згодом молодшим науковим співробітником).
Вивченням тваринного світу (в першу чергу птахів) почав займатися з 1970-х років. Основні публікації присвячені, головним чином, орнітофауні Карпатського регіону України (хорологія, міграції, гніздова екологія, чисельність, щільність населення, трофічні зв'язки, біологія раритетних видів, птахи на охоронюваних природних територіях тощо) .
У 2000 році в Інституті зоології ім. І. І. Шмальгаузена НАН України успішно захистив кандидатську дисертацію «Структура й особливості формування фауни та населення птахів середнього міста (на прикладі Чернівців)» зі спеціальності «зоологія» (керівник — В. А. Костюшин).

## Доробок
Автор 1111 наукових праць, опублікованих багатьма мовами у 17 країнах світу.
Один із засновників і відповідальних редакторів "Українського орнітологічного журналу «Беркут» (видається з 1992 року) та журналу «Авіфауна України» (видається з 1998 року) (входять до основних світових наукометричних баз даних — Філадельфійський список (Thomson Scientific Master Journal List) і РИНЦ) .